# Anthocleista obanensis
Anthocleista obanensis là một loài thực vật có hoa trong họ Long đởm. Loài này được Wernham mô tả khoa học đầu tiên năm 1913.